# Industria del plástico

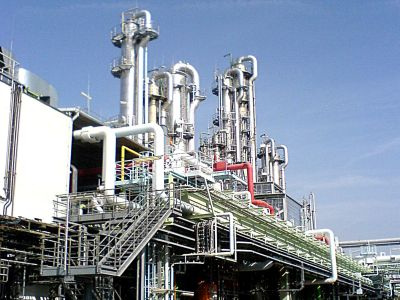
Columna de polímeros (producción de gránulos de plástico) en la planta química Ticona en Kelsterbach, cerca de Frankfurt am Main.

La industria del plástico fabrica materiales poliméricos, comúnmente llamados plásticos, y ofrece servicios en plásticos importantes para diversas industrias, que incluyen: embalaje, construcción, electrónica, aeroespacial, manufactura y transporte.
Es parte de la industria química. Dado que el aceite mineral es el principal componente de los plásticos, forma parte de la industria petroquímica.
Además de la producción de plásticos, la ingeniería de plásticos es una parte importante del sector industrial. Este último campo está dominado por los plásticos de ingeniería como materia prima debido a sus mejores propiedades mecánicas y térmicas que los plásticos básicos más utilizados. Los principales mercados de plásticos son el embalaje, la construcción, y la automoción.

## Producción
La producción de plásticos ha ido creciendo a nivel mundial. Los números incluyen termoplásticos y poliuretanos, así como termoestables, adhesivos, recubrimientos y selladores y fibras de PP. Los datos fueron recopilados por PlasticsEurope (PEMRG) y Consultic, o el instituto nova.
| año  | Megatoneladas |
| ---- | ------------- |
| 2002 | 204           |
| 2007 | 250           |
| 2009 | 257           |
| 2011 | 279           |
| 2012 | 288           |
| 2013 | 299           |
| 2018 | 380           |

En 2020, la pandemia de COVID-19 tuvo un efecto devastador en la industria petroquímica y de combustibles fósiles. Los precios del gas natural cayeron tan bajo que los productores de gas lo quemaban fuera del sitio (no valía la pena el costo de transportarlo a las instalaciones de craqueo). Además, las prohibiciones del plástico de consumo de un solo uso (en China, la Unión Europea, Canadá y muchos países de África) y las prohibiciones de las bolsas de plástico (en varios estados de los EE. UU.) redujeron considerablemente la demanda de plásticos. Muchas instalaciones de craqueo en los EE. UU. fueron suspendidas.

## Figuras históricas
- Alexander Crum Brown descubrió el doble enlace del carbono en el etileno
- James Swinburne, el padre de los plásticos británicos, revolucionó la industria del plástico en Europa.
- Leo Baekeland, quien creó el primer plástico, la baquelita.
- Hermann Staudinger, quien recibió el Premio Nobel por sus descubrimientos de Macromoléculas y Polímeros, la columna vertebral química de los plásticos.

## Asociaciones

### Estados Unidos
- Consejo Americano de Plásticos ( asociación comercial )
- Sociedad de la Industria del Plástico
- Consejo Americano de Química

### Europa
- Federación Europea de Polímeros (científica)

### Reino Unido
- British Plastics Federation (asociación comercial)

### India
- Plastindia

### Internacional
- Asociación Internacional de Distribuidores de Plásticos
- Sociedad de Ingenieros Plásticos

## Países y sitios
- Beccles es una ciudad de Inglaterra que es un centro de la industria del plástico
- Erie, Pensilvania es un centro de la industria del plástico en los Estados Unidos
- Oyonnax se llama Plastic Valley en Francia
- Stenungsund es una ciudad en Suecia que se considera un centro para la industria del plástico en Escandinavia

## Revistas y congresos
- Noticias de plásticos
- Grupo global de noticias de plásticos

## Ferias
- NPE – Exposición Nacional de Plásticos (EE. UU.)
- Chinaplas (China)
- K (Alemania)
- Plastimagen (México)
- Plastindia y Plastivision (India)
- Plastpol (Polonia)
- Interplas (Reino Unido)
- Interplastica (Rusia)